# Northern Ontario
Northern Ontario – część kanadyjskiej prowincji Ontario, leżąca na północ od jeziora Huron (włączając Georgian Bay), rzeki French River i jeziora Nipissing.
Northern Ontario ma powierzchnię 802 000 km², co stanowi 87% powierzchni całego Ontario. Na tak dużym obszarze mieszka jednak zaledwie 7% populacji prowincji.
Na początku XX wieku Northern Ontario nazywane było New Ontario, ale ta nazwa wyszła z użycia w języku angielskim. Francuska nazwa obszaru brzmi Nouvel Ontario (używane są również le Nord de l'Ontario oraz Ontario-Nord).
Większość Northern Ontario leży na Tarczy Kanadyjskiej. Klimat obszaru charakteryzowany jest przez duże amplitudy temperatur. Głównymi gałęziami przemysłu są górnictwo, leśnictwo oraz energetyka wodna.
Northern Ontario jest czasami dzielone na Northwestern Ontario i Northeastern Ontario. Przy takim podziale, trzy zachodnie dystrykty (Rainy River, Kenora i Thunder Bay) stanowią Northwestern Ontario, a pozostałe - Northeastern Ontario (dwie trzecie populacji Northern Ontario).
Mieszkańcy Northern Ontario posiadają własną tożsamość, odrębną od Southern Ontario. W przeszłości podejmowano próby odłączenia się od prowincji, ale żadna z nich nie zakończyła się sukcesem. Ekonomicznie, politycznie, geograficznie i społecznie znacznie różni się od pozostałej części prowincji. Northern Ontario jest niekiedy traktowane jak oddzielna prowincja - przykładowo, jako jedyna nie-prowincja i nie-terytorium ma prawo wystawić własną drużynę w The Brier (Mistrzostwach Kanady mężczyzn w curlingu).